# Alphonso van Gèle

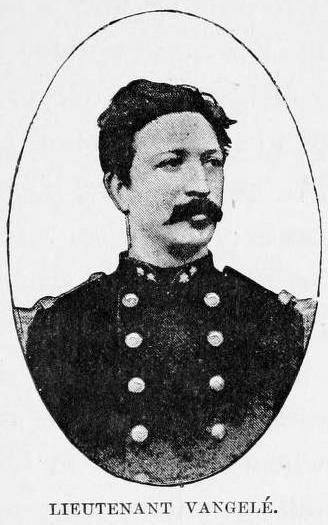
Alphonso van Gèle

Alphonso van Gèle (auch Alphonse Vangele; * 25. April 1848 in Brüssel; † 23. Februar 1939 ebenda) war ein belgischer Afrikaforscher.

## Leben
Van Gèle trat 1867 in die Armee ein und ging mit einer Gruppe aus Sansibar 1882 in den Kongo, wo er Chef der neu gegründeten Station an den Stanley-Fällen wurde. 1885 unternahm er eine zweite Reise nach dem Kongo, erforschte 1887 den Lupori, einen Nebenfluss des Lelongo, und drang noch im gleichen Jahr auf dem Mobangi über die von Grenfell 1885 erreichten Songostromschnellen weiter nach Osten vor. Hier kam er im Juli 1890 bis zu den Mokwangufällen, oberhalb der Mündung des Mbomou, unter dem 23. Grad östl. Länge. Er stellte dadurch die wichtige geographische Tatsache fest, dass der Mobangi der Unterlauf des Uelle ist, den Junker im Februar 1883 bis zu der dicht in Nähe liegenden Insel Mutemu verfolgt hatte.